# 埼玉県道・東京都道193号下畑軍畑線

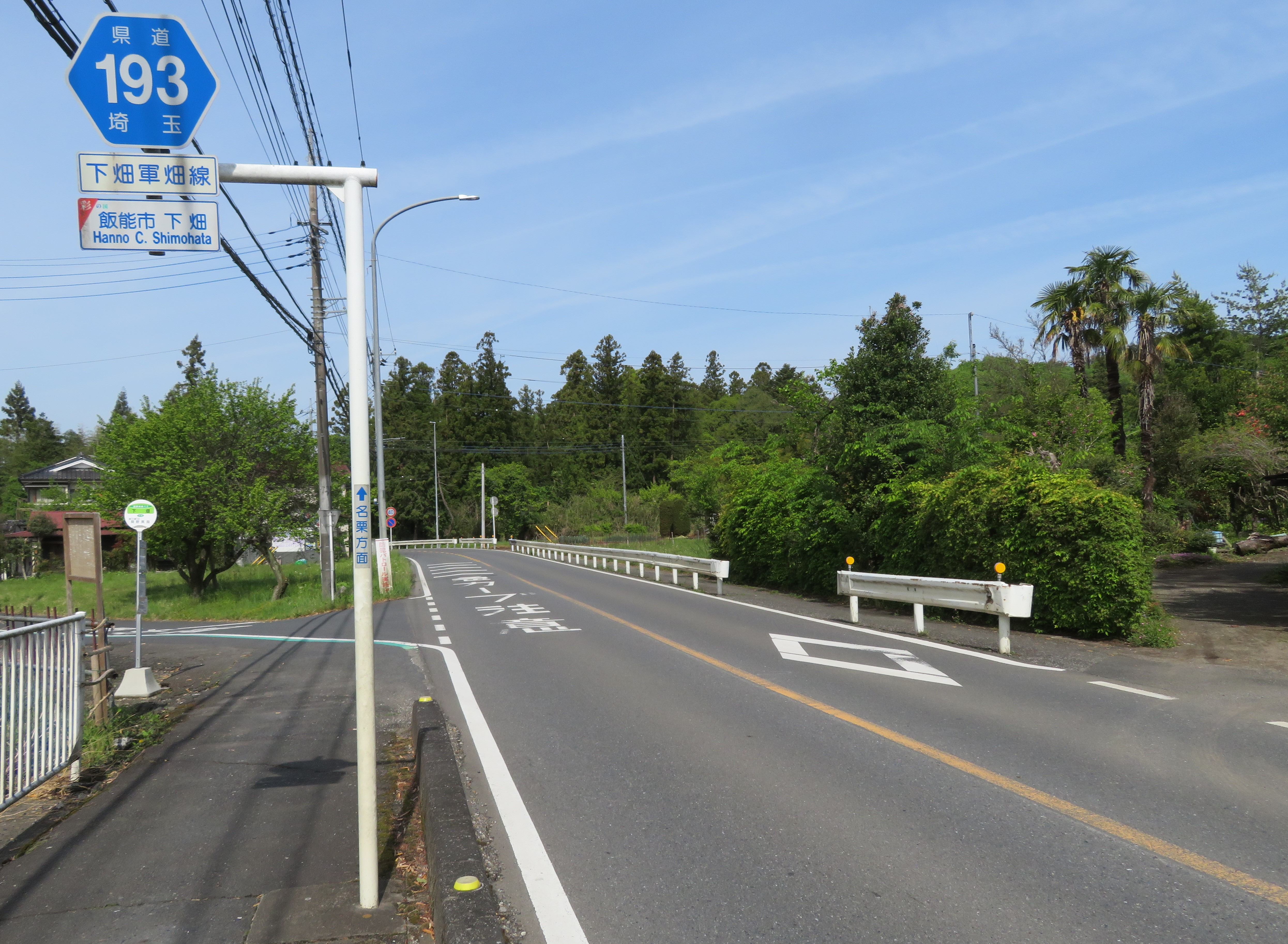
埼玉県飯能市下畑付近

埼玉県道・東京都道193号下畑軍畑線（さいたまけんどう・とうきょうとどう193ごう しもはたいくさばたせん）は、埼玉県飯能市下畑から東京都青梅市軍畑に至る一般県道・一般都道である。

## 区間
- 陸上距離：9.810km
- 起点：埼玉県飯能市下畑
- 終点：東京都青梅市軍畑（国道411号交点）

## 通称
- 成木街道（青梅市成木五丁目交差点 - 青梅市坂下橋交差点）

## 重複区間
- 東京都道・埼玉県道53号青梅秩父線（青梅市成木五丁目交差点 - 青梅市坂下橋交差点）

## 通過する自治体
- 埼玉県
  - 飯能市
- 東京都
  - 青梅市

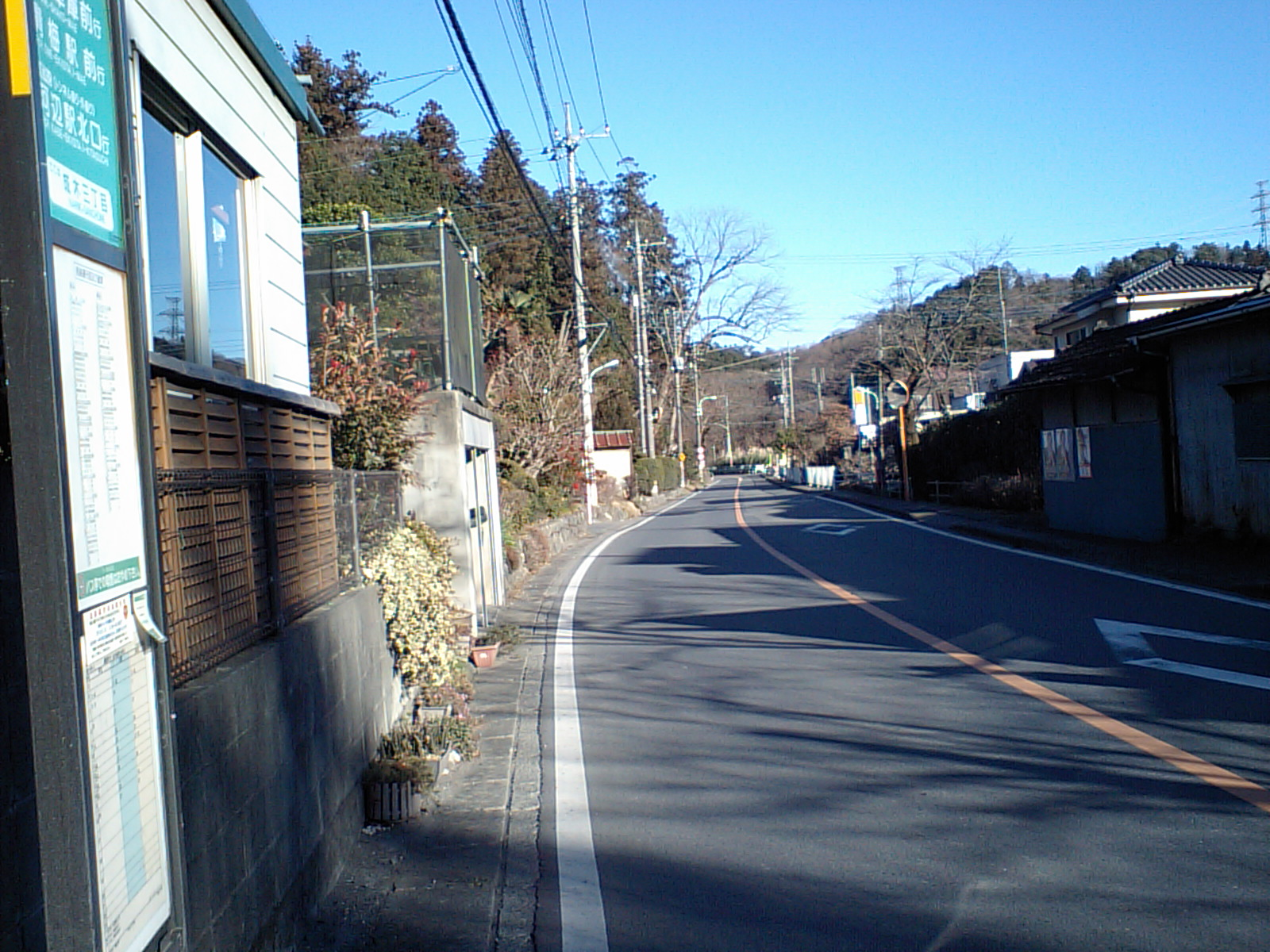
東京都青梅市成木付近

## 交差・接続している道路
- 東京都道・埼玉県道28号青梅飯能線：飯能市下畑付近
- 埼玉県道・東京都道221号原市場下成木線：青梅市下成木交差点
- 東京都道194号成木河辺線：青梅市成木二丁目西交差点
- 東京都道・埼玉県道53号青梅秩父線：青梅市成木五丁目交差点 - 青梅市坂下橋交差点
- 国道411号（青梅街道）：青梅市軍畑付近

## 橋梁
- 軍畑大橋

## 沿道状況
飯能市下畑の県道28号（日高・瑞穂方面）との交差点から西へ向かい、飯能市南高麗地域となる。南高麗地域を過ぎると都県境となり青梅市に入り、青梅市内に入るとすぐに都道221号（横瀬方面）との交差点なる。その先は住宅地内を突き進み、都道53号線（秩父方面）との交差点に差し掛かる。この交差点から都道53号（東青梅方面）との重複区間となり、次の交差点で都道53号との重複区間を終え、再び単独区間となる。単独区間は山岳区間となり、軍畑駅前を過ぎると国道411号（新宿・甲州方面）との交差点となり終点である。その先は都道45号の支線であり軍畑大橋の先で都道45号本線（立川・奥多摩方面）に接続する。

## 沿道の主な施設
埼玉県飯能市
- 飯能下畑郵便局
- 飯能市南高麗福祉センター

東京都青梅市
- 成木台病院
- 友愛学園
- 青梅警察署東成木駐在所
- 青梅市立成木小学校
- 青梅市立第7中学校
- 青梅坂本病院
- 軍畑駅